# Pteroceras semiteretifolium
Pteroceras semiteretifolium là một loài thực vật có hoa trong họ Lan. Loài này được H.A.Pedersen miêu tả khoa học đầu tiên năm 1992.